# Protocalliphora asiovora
Protocalliphora asiovora är en tvåvingeart som beskrevs av Shannon och Dobroscky 1924. Protocalliphora asiovora ingår i släktet Protocalliphora och familjen spyflugor. Inga underarter finns listade i Catalogue of Life.